# Stegosauridae
Stegosauridae (kiếm long đầu dài, kiếm long chuẩn) là một họ kiếm long, bao gồm các chi khủng long gần với Stegosaurus hơn là Huayangosaurus. Tên ‘Stegosauridae’ được lấy từ chi điển hình của họ này, Stegosaurus. Một trong các đặc điểm giúp phân biệt stegosaurid với huayangosaurid là hai chi sau dài hơn hai chi trước.